# Брагинский, Михаил Исаакович
Михаи́л Исаа́кович Браги́нский (11 февраля 1925, Киев — 22 октября 2009) — советский и российский учёный-правовед, специалист в области гражданского права, доктор юридических наук, профессор, заслуженный деятель науки РСФСР. Участник Великой Отечественной войны. Один из разработчиков Гражданского кодекса Российской Федерации.

## Биография
Родился в 1925 году в еврейской семье. В 1950 году окончил Киевский государственный университет, а в 1953 году — очную аспирантуру. Защитил кандидатскую диссертацию на тему «Договор поставки предметов личного потребления» (научный руководитель С.Н. Ландкоф).
В 1962 году защитил в ЛГУ докторскую диссертацию на тему «Влияние действий других (третьих) лиц на социалистические гражданские отношения».
С 1973 года работал в Институте законодательства и сравнительного правоведения при Правительстве России (ранее — Всесоюзный научно-исследовательский институт советского законодательства).

## Научные труды
Автор (совместно с профессором В.В. Витрянским) фундаментального академического курса «Договорное право» в пяти томах.